# Ераклеа
Ераклеа (італ. Eraclea, вен. Eraclea) — муніципалітет в Італії, у регіоні Венето, метрополійне місто Венеція.
Ераклеа розташована на відстані близько 410 км на північ від Рима, 32 км на північний схід від Венеції.
Населення — 12 494 особи (2014).
Покровитель — Santa Maria Concetta.

## Історія
Перша столиця (місце резиденції дожів) майбутньої Венеційської республіки розміщувалась в Ераклеї, від часів заснування республіки і до 742 року, коли її було перенесено в Маламокко. Згідно з грецькою міфологією, місто заснував Геракл.

## Демографія
Населення за роками:

Станом на 1 січня 2023 року в муніципалітеті офіційно проживало 975 іноземців з 49 країн, серед них 432 громадяни країн Євросоюзу та 50 громадян України.

## Клімат
| VENEZIA TESSERA       | Місяці | Місяці | Місяці | Місяці | Місяці | Місяці | Місяці | Місяці | Місяці | Місяці | Місяці | Місяці | Пора | Пора | Пора | Пора | Рік  |
| VENEZIA TESSERA       | Січ    | Лют    | Бер    | Кві    | Тра    | Чер    | Лип    | Сер    | Вер    | Жов    | Лис    | Гру    | Зим  | Вес  | Літ  | Осі  | Рік  |
| --------------------- | ------ | ------ | ------ | ------ | ------ | ------ | ------ | ------ | ------ | ------ | ------ | ------ | ---- | ---- | ---- | ---- | ---- |
| Темп. макс. (°C)      | 6      | 8      | 12     | 16     | 21     | 25     | 28     | 27     | 24     | 18     | 12     | 7      | 7    | 16.3 | 26.7 | 18   | 17   |
| Темп. мін. (°C)       | -1     | 1      | 4      | 8      | 12     | 16     | 18     | 17     | 14     | 9      | 4      | 0      | 0    | 8    | 17   | 9    | 8.5  |
| Опади (мм)            | 58     | 54     | 57     | 64     | 69     | 76     | 63     | 83     | 76     | 69     | 87     | 54     | 166  | 190  | 222  | 232  | 810  |
| Дні опадів (≥ 1 мм)   | 6      | 6      | 7      | 9      | 8      | 8      | 7      | 7      | 5      | 7      | 9      | 8      | 20   | 24   | 22   | 21   | 87   |
| Вологість повітря (%) | 81     | 77     | 75     | 75     | 73     | 74     | 71     | 72     | 75     | 77     | 79     | 81     | 79.7 | 74.3 | 72.3 | 77   | 75.8 |
| Роза вітрів (Вузлів)  | ENE 4  | E 4    | SSE 9  | SSE 16 | SSE 16 | SSE 16 | SSE 9  | SSE 9  | SSE 9  | SSE 4  | ENE 4  | ENE 4  | 4    | 13.7 | 11.3 | 5.7  | 8.7  |

## Сусідні муніципалітети
- Каорле
- Єзоло
- Сан-Дона-ді-П'яве
- Сан-Стіно-ді-Лівенца
- Торре-ді-Мосто